# Emma Kete
Emma Jillian Kete (Auckland, 1 de septiembre de 1987) es una futbolista neozelandesa que juega como delantera en el Manchester City inglés. 

## Trayectoria
Su primer equipo fue el Three Kings United. En 2006 jugó el Mundial sub-20 y en 2007 debutó con la selección neozelandesa. Dos años después firmó su primer contrato en el extranjero, en el Ottawa Fury de la W-League de Estados Unidos. 
Desde 2011 ha compaginado una carrera en Europa y otra en Australia y Estados Unidos. En Europa ha pasado por el Lincoln inglés (2011), el PK-35 finlandés (2012), el Bad Neuenahr alemán (2013) y en la actualidad el Manchester City inglés. Ha jugado en el Perth Glory (2011), Canberra United (2012) y Sídney (2012-14) en la W-League australiana, y el Western New York Flash (2014) en la NWSL estadounidense.
Con la selección neozelandesa ha jugado los Juegos Olímpicos 2008 y el Mundial 2011. A fecha de 2013, ha jugado 48 partidos y marcado 3 goles.